# Brita Klemetsdotter
Brita Klemetsdotter (finska:Brita Klemetintytär), född 1621, död 1700 i Torneå stad, var en finländsk postmästare.

## Biografi
Brita Klemetsdotter var dotter till riksdagsmannen och postmästaren Clemet Öndasson, och gift med tullnären och senare postmästaren Per Olofsson Näbb, som drunknade 1671, och efterträddes då av henne i borgarlängden, något ovanligt för en kvinna under denna tid.